# Aventuras en el tiempo (banda sonora)
Aventuras en el Tiempo es la banda sonora de la telenovela mexicana del mismo nombre, que fue lanzada en México por Fonovisa.

## Información
El CD contiene la música de la telenovela grabada por el reparto, incluyendo a Belinda, Christopher Uckermann, Maribel Guardia, Ernesto D'Alessio, entre otros.

## Canciones
| #   | Título                 | Intérprete(s)          | Autor                | Compositor(es)                | Duración |  |
| --- | ---------------------- | ---------------------- | -------------------- | ----------------------------- | -------- |  |
| #   | Título                 | Intérprete(s)          | Autor                | Compositor(es)                | Duración |  |
| 1.  | Aventuras En El Tiempo | Belinda y Christopher  | Alejandro Abaroa     | Cristina Abaroa/Pablo Aguirre | 2:40     |  |
| 2.  | Dame Una Seña          | Belinda                | Alejandro Abaroa     | Cristina Abaroa/Pablo Aguirre | 3:46     |  |
| 3.  | Perdóname              | Maribel Guardia        | Alejandro Abaroa     | Alejandro Carballo            | 3:23     |  |
| 4.  | Amor Primero           | Belinda y Christopher  | Alejandro Abaroa     | Alejandro Carballo            | 3:51     |  |
| 5.  | Sólo Es Cosa De Bailar | Ernesto D'Alessio      | Alejandro Abaroa     | Pablo Aguirre                 | 2:59     |  |
| 6.  | Si nos dejan           | Belinda                | José Alfredo Jiménez | José Alfredo Jiménez          | 3:12     |  |
| 7.  | Mi Estrella De Amor    | Christopher            | Alejandro Abaroa     | Alejandro Carballo            | 3:11     |  |
| 8.  | Para Siempre           | Maribel Guardia        | Alejandro Abaroa     | Cristina Abaroa/Pablo Aguirre | 3:37     |  |
| 9.  | Bailar Contigo         | Christopher            | Alejandro Abaroa     | Alejandro Carballo            | 2:54     |  |
| 10. | Amigos, Amigos         | Aventuras en el Tiempo | Alejandro Abaroa     | Cristina Abaroa/Pablo Aguirre | 3:15     |  |
| 11. | De Niña A Mujer        | Belinda                | Alejandro Abaroa     | Cristina Abaroa/Pablo Aguirre | 3:31     |  |
| 12. | Todos Al Mismo Tiempo  | Aventuras en el Tiempo | Alejandro Abaroa     | Cristina Abaroa               | 3:31     |  |
| 13. | Track Interactivo      |                        |                      |                               |          |  |